# Lužec nad Cidlinou
Lužec nad Cidlinou (německy Luschetz an der Zidlina) je obec v okrese Hradec Králové v Královéhradeckém kraji. Vesnice stojí osm kilometrů jihozápadně od města Nový Bydžov v okrese Hradec Králové. Žije v ní 525 obyvatel. Obec patří do obvodu obce s rozšířenou působností Nový Bydžov a je členem dobrovolného svazku obcí Pocidlinsko. Vesnicí protéká Lužecký potok, který se v Chlumci nad Cidlinou vlévá do Cidliny.

## Název
Vlastní jméno Lužec vzniklo z podstatného jména luh (vlhký les v zaplavovaném nebo podmáčeném území) s přidáním zdrobňující koncovky –ec pro odlišení od větší vsi Luhu (Luhů). Současný název Lužec nad Cidlinou se používá od roku 1918.

## Historie
První písemná zmínka o Lužci pochází z roku 1325. Tento první záznam zmiňuje vladyku Slavibora z Lužce. Nálezy raně středověkých střepů dávají však tušit souvislé osídlení Lužce již od 10. století. Lužec je typickým představitelem lánové vsi – vesnice založené okolo dlouhé cesty procházející vesnicí. Na lužeckém katastru se dříve nacházely další dvě vsi – Nedakřevice a Žabí Lhotka.
Západně od Lužce ve 14. až 15. století stávala vesnice Nedakřevice.

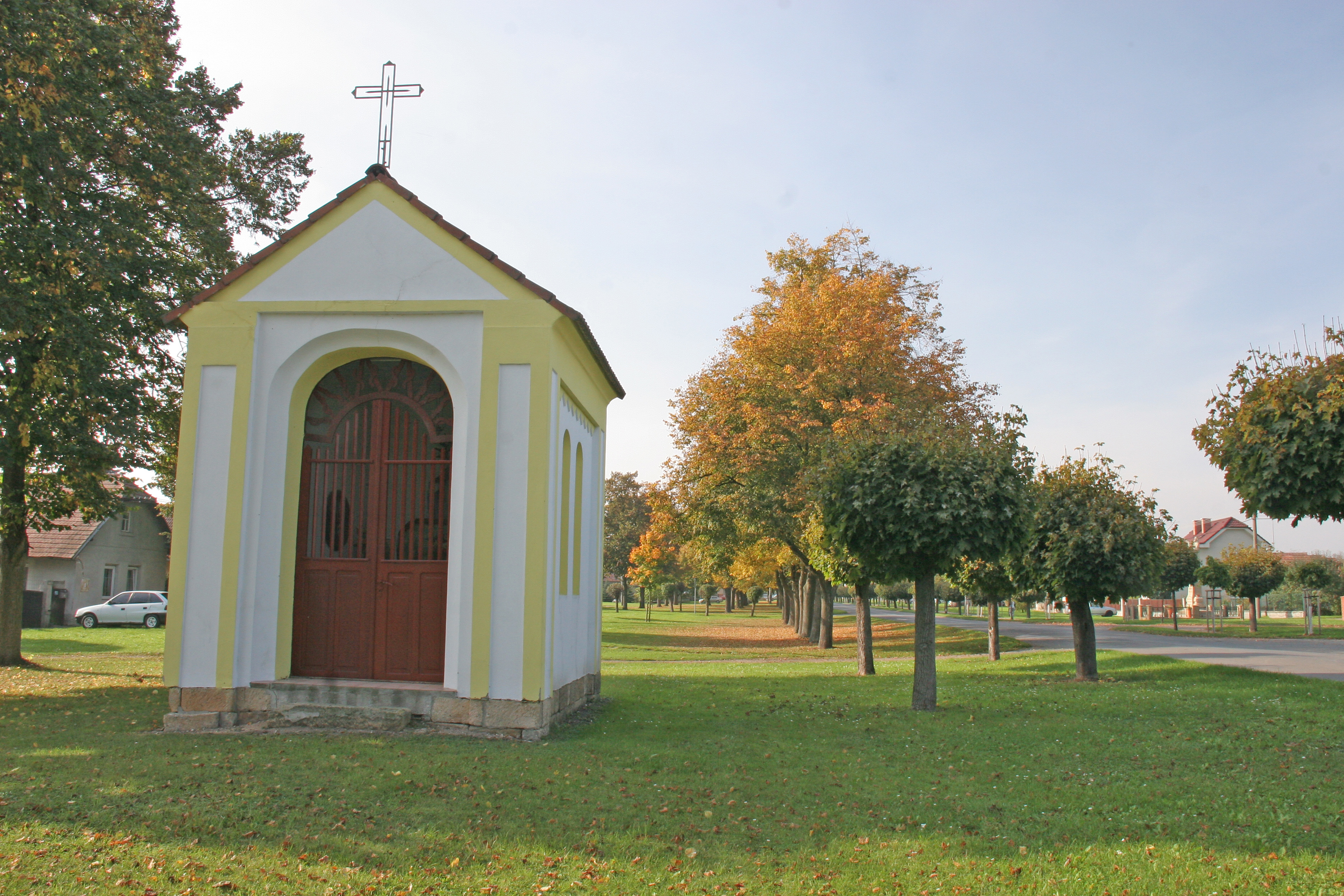
Kaple Panny Marie Karlovské

V současnosti je obec plynofikovaná, napojena na vodárenskou soustavu a v roce 2010 byla uvedena do trvalého provozu čistírna odpadních vod. V obci se nachází obecní úřad, veterinární klinika, knihovna, pošta, potraviny, pohostinství, kadeřnictví, kosmetika i masáže. Od roku 2010 je do Lužce přesunuto sídlo společnosti ZEM a.s.
Kulturní život v obci podporuje několik zájmových sdružení: Myslivecký spolek, Sbor dobrovolných hasičů, fotbalový klub FK Lužec nad Cidlinou a HoKl Klub pravidelně pořádající cyklistické akce.

## Obyvatelstvo
| Rok            | 1869 | 1880  | 1890  | 1900  | 1910  | 1921  | 1930  | 1950 | 1961 | 1970 | 1980 | 1991 | 2001 | 2011 | 2021 |
| -------------- | ---- | ----- | ----- | ----- | ----- | ----- | ----- | ---- | ---- | ---- | ---- | ---- | ---- | ---- | ---- |
| Počet obyvatel | 993  | 1 072 | 1 085 | 1 044 | 1 067 | 1 040 | 1 053 | 778  | 784  | 678  | 625  | 555  | 504  | 505  | 492  |
| Počet domů     | 139  | 147   | 156   | 167   | 184   | 189   | 212   | 229  | 212  | 198  | 187  | 224  | 221  | 227  | 233  |

## Obecní správa
Mezi lety 1869–1980 Lužec nad Cidlinou byla obcí v okrese Nový Bydžov (1869–1950) a později v okrese Hradec Králové. Od 1. července 1980 do 23. listopadu 1990 patřila jako část města k Novému Bydžovu a od 24. listopadu 1990 je opět samostatnou obcí.

### Obecní symboly
Znak a vlajka byly obci uděleny rozhodnutím předsedy Poslanecké sněmovny Parlamentu České republiky dne 18. června 2003.
Znak obce je vyveden ve třech barvách: zlaté, bílé a dominantní zelené. Štít je tvořen pěti vodorovnými pruhy střídavě zelenými a bílými v poměru 8:1:1:1:1. Do horního zeleného pruhu vyrůstá zlatá lípa s devíti listy. Zelený štít vyjadřuje úzký vztah k půdě, zeleni, jíž je obec plná a zemědělství, s nímž je neodmyslitelně spjata. Znázorňuje také úsloví z počátku 20. století - „zelený Lužec“. Bílé pruhy symbolizují element vody. Připomínají, že se v minulosti v obci a v okolí vyskytovalo množství rybníků a „louží“. Voda také připomíná řeku Cidlinu, která je součástí názvu obce. Vlastní jméno „Lužec“ je pak odvozeno od slova „luh“ – vlhký les – se zdrobňující koncovkou –ec.
Devítilistá zlatá lípa znázorňuje košaté stromy, jež jsou dominantním prvkem obce. Symbol lípy samotný pak vyjadřuje sepětí s českým národem a Českou republikou.
Vlajka obce Lužec nad Cidlinou vychází z jejího znaku. Je vyveden taktéž ve třech barvách: zlaté, stříbrné a dominantní zelené barvě. Je tvořen pěti vodorovnými pruhy střídavě zelenými a stříbrnými v poměru 8:1:1:1:1. Do horního zeleného pruhu vyrůstá v horní žerďové části zlatá lípa která má devět listů tradičního srdcovitého tvaru. Poměr šířky k délce je 2:3. Opět se zde promítá úzký vztah k půdě, zeleni, zemědělství a vodě.

## Pamětihodnosti

### Kostel svatého Jiří

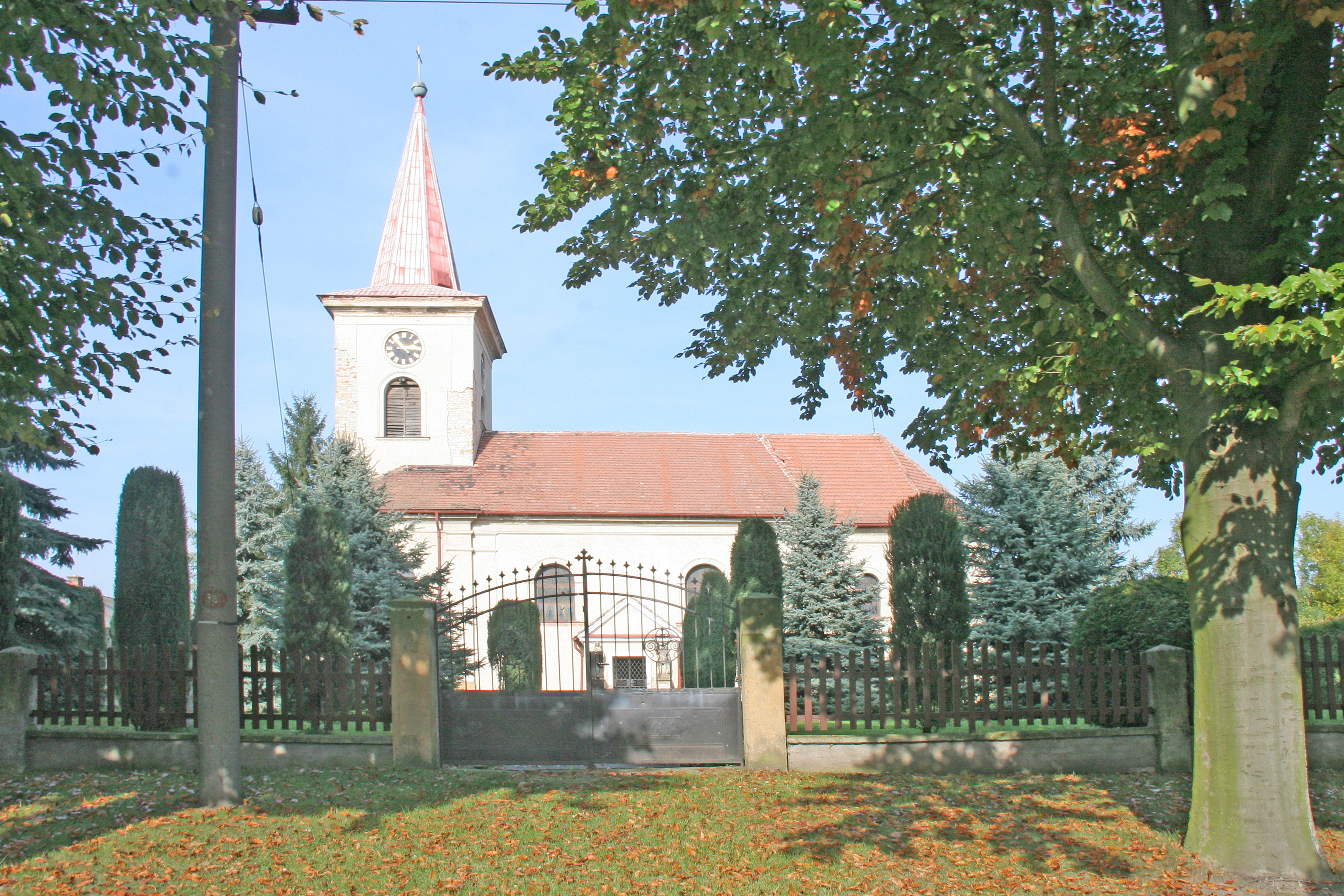
Kostel svatého Jiří

První zmínka o kostele v Lužci pochází z roku 1369. Kostel je od svého vzniku zasvěcen svatému Jiří, jen v období 15. a 16. století došlo k jeho zasvěcení i svatému Vojtěchovi. Kostel a duchovní správu obce měl nejprve na starost plebán. 
Kostel byl roku 1680 barokně obnoven. V roce 1791 vyhořel, avšak byl opraven. V roce 1853 byla přistavěna průčelní věž, která nahradila starou dřevěnou zvonici gotického typu. Roku 1866 kostel opět zcela vyhořel, znovu byl postaven až v roce 1872. Naposled byl zásadně obnovován v letech 1939–1940. Současný kostel je jednolodní obdélná stavba s trojboce uzavřeným presbytářem a hranolovou věží před západním průčelím. Interiér je plochostropý.
Autorem pseudorenesančního zařízení interiéru byl řezbář Josef Stoklasa z Jičína, obraz na hlavním oltáři je dílem malíře Vojáčka z roku 1873. Z vybavení starého kostela se dochovalo jen několik barokních andělíčků a cínová křtitelnice z 18. stol. Varhany pro kostel zhotovila r. 1873 pražská firma Stieglitz a Roith a nahradila tak zničený stroj z roku 1812. Dokladem poslední výrazné obnovy kostela jsou malovaná okna zhotovená podle návrhu malíře Františka Podešvy z roku 1939. Na rameni kříže na vrcholu věže v létě s oblibou vysedávají čápi.
Od roku 2017 se kostel nachází ve vlastnictví Obce Lužec nad Cidlinou. V roce 2018 proběhla kompletní výměna střešní krytiny a byla vyhlášena sbírka na rekonstrukci.

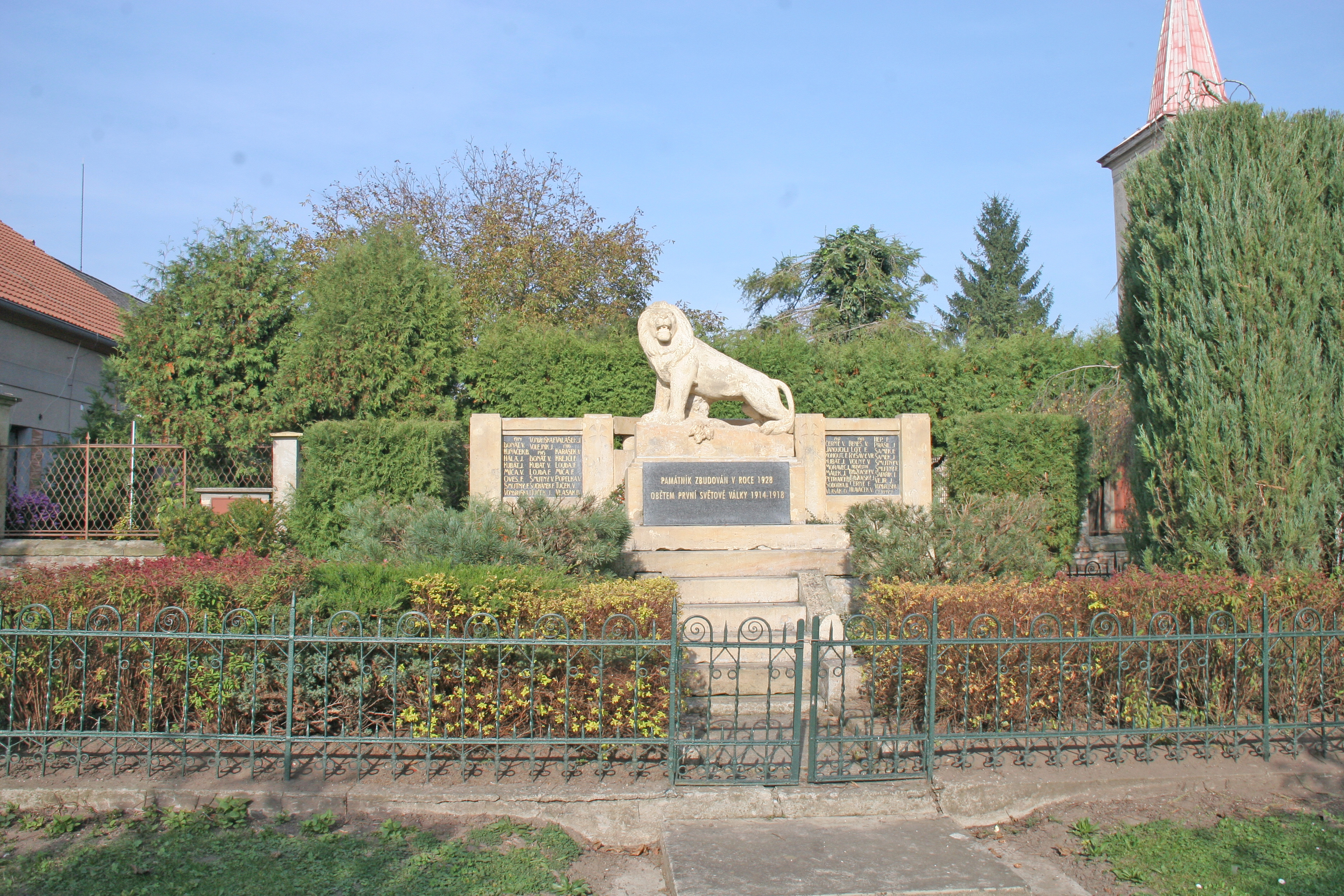
Pomník padlým v první světové válce

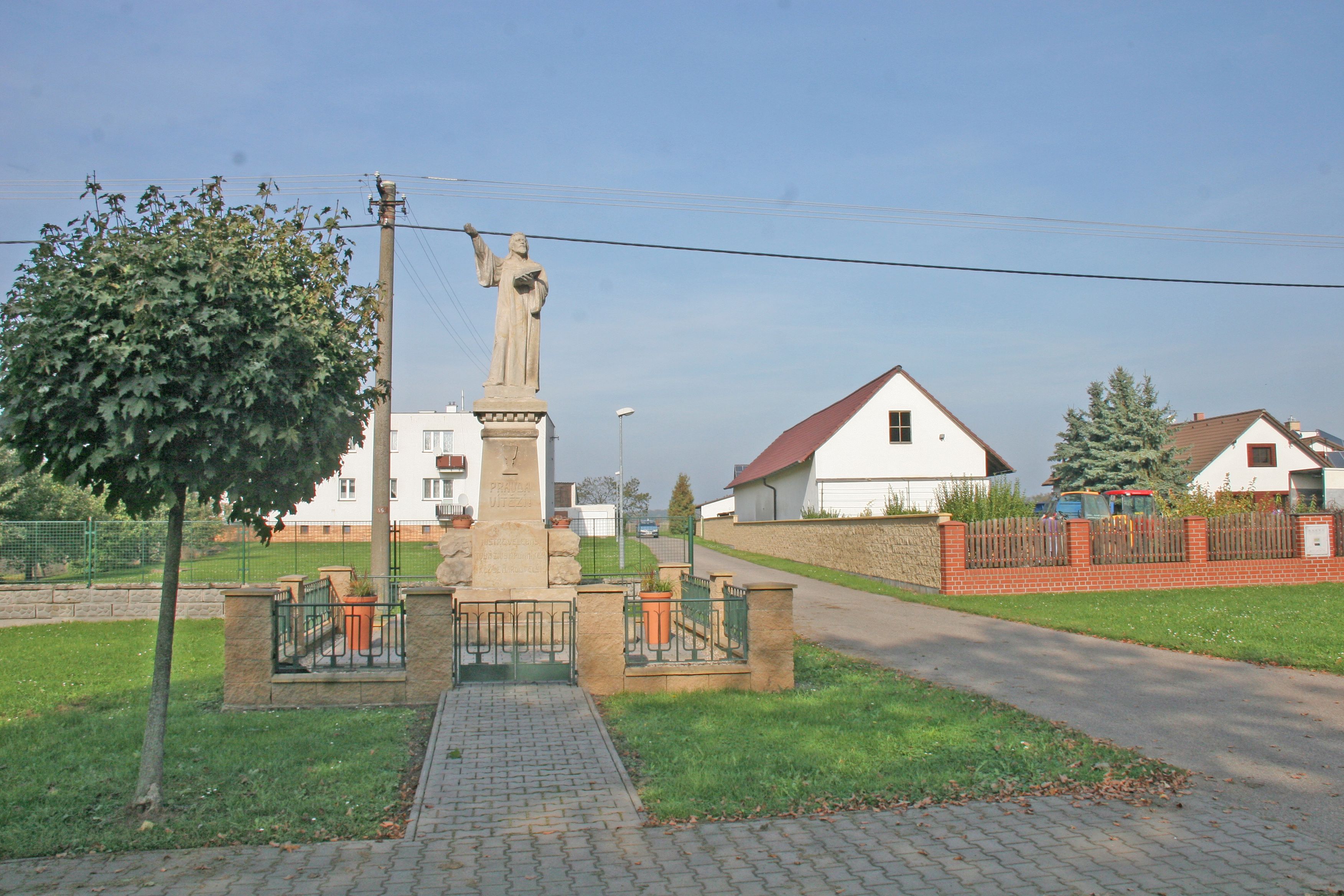
Pomník mistra Jana Husa

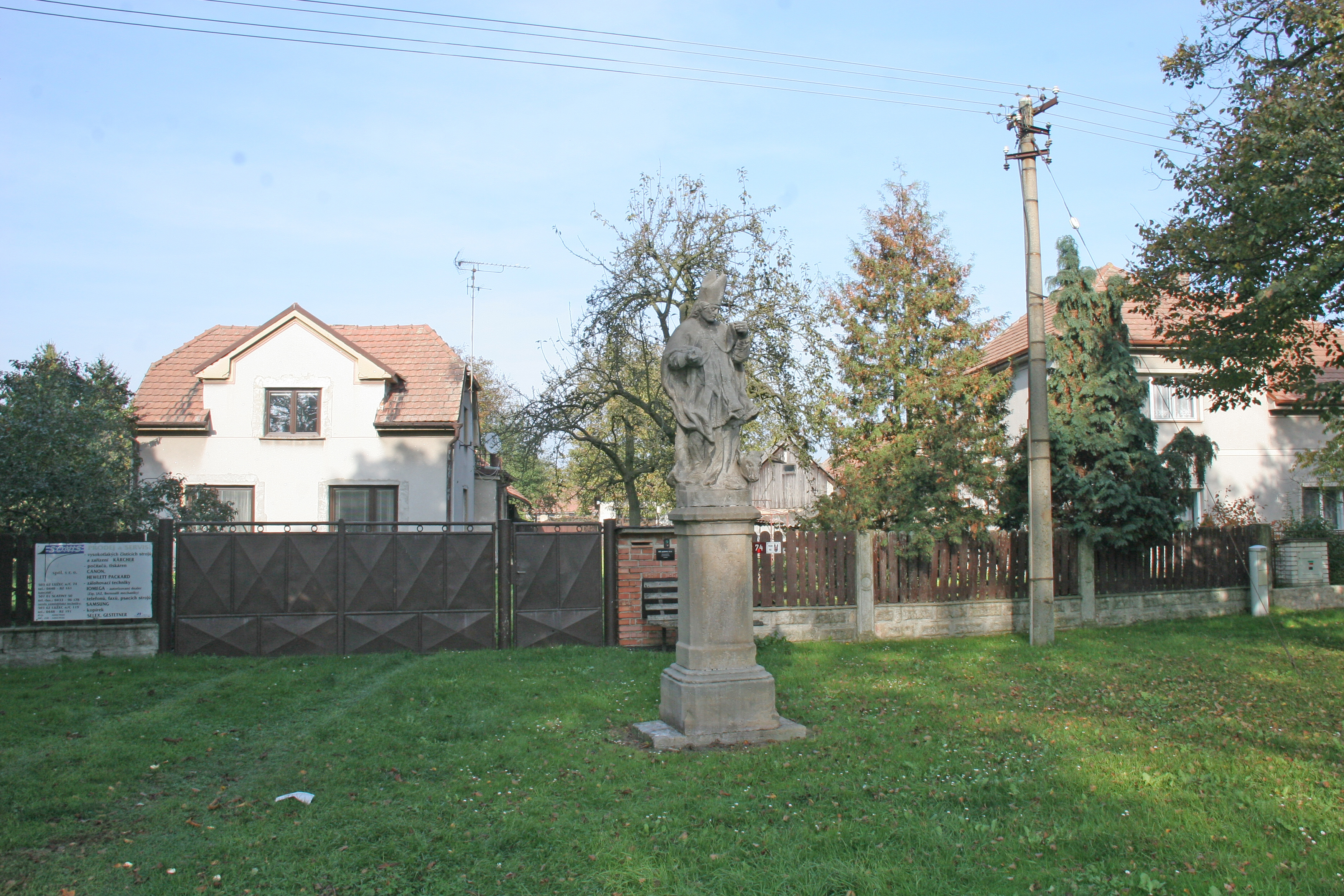
Socha svatého Linharta

### Ostatní pamětihodnosti
Křížek u kostelaPřed kostelem svatého Jiří se nachází Litinový křížek z první poloviny 19. století. Jeho původní umístění bylo na dnes již neexistujícím návrší u fary pod čtyřmi lípami, kde stál do roku 1868. Přemístění si vynutila stavba nové okresní silnice.
Pomník obětem první světové války z roku 1928Z první světové války se nevrátilo 54 lužeckých občanů. Na jejich památku byl vybudován pomník padlým, který byl slavnostně odhalen 26. srpna 1928. Vytvořil ho chlumecký sochař O. Procházka nákladem 8750 korun. Náklad na později vybudovaný plot činil 2083 korun. Za druhé světové války byl roiku 1941 byl z pomníku odstraněn nápis „My jsme zemřeli – vy máte svobodu“. Dne 8. května 1970 byla u příležitosti 25. výročí konce druhé světové války na pomníku odhalena druhá deska s nápisem „V roce 25. výročí osvobození ČSR slavnou sovětskou armádou, vložena do památníku prsť z obce Ivanovka v Černicovské oblasti USSR, kde za druhé světové války po boku sovětských vojáků bojovali a umírali za naši svobodu příslušníci ČS armádního sboru.“
Pomník mistra Jana HusaPomník mistra Jana Husa byl v obci odhalen 6. července 1931, v den výročí Husova upálení. K jeho odhalení došlo z iniciativy místního sboru dobrovolných hasičů, kteří Husovy slavnosti pořádali již od počátku 20. století. Autorem pomníku je sochař K. Khun z Podhorního Újezdu u Hořic.
Kaplička Panny MarieRoku 1858 nechala obec na své náklady vystavět kapličku Panny Marie. Uvnitř je umístěna barokní řezba Panny Marie Karlovské z první poloviny 18. století. Tuto sošku darovala hraběnka Anežka Kinská místnímu rychtáři Janu Volnému. Po požáru kostela svatého Jiří roku 1866 byla kaplička používána jako provizorní duchovní stánek.
Socha svatého LinhartaBarokní socha svatého Linharta, která pochází z první poloviny 18. století, původně stávala v klášterní zahradě chlumecké Lorety. Dnes se nachází v Lužci nad Cidlinou před domem čp. 74, kde je umístěna od roku 1845, kdy ji získal tehdejší lužecký farář Josef Pařízek od paní hraběnky Anežky Kinské.